# Gustafs
Gustafs ist ein schwedisches Dorf in der Gemeinde Säter. Das zwischen Borlänge und der Ortschaft Säter gelegene Dorf ist für die Gustafskorv, eine Pferdewurstspezialität, bekannt.
Gustafs liegt an der Bahnstrecke Mora–Uppsala. Zudem führt ein Riksväg, der Riksväg 70, durch den Ort.

## Söhne und Töchter
- Anders Hansson (1839–1914), Politiker
- Gunnar Myrdal (1898–1987), Ökonom
- Anna-Carin Lock (* 1978), Maskenbildnerin, Friseurin und Perückenmacherin
- Martin Ericsson (* 1980), Fußballspieler